# 芳賀町
芳賀町（はがまち）は、栃木県南東部に位置し、芳賀郡に属する町。宇都宮市への通勤率は28.6%（平成22年国勢調査）。

## 地理
河川
- 五行川
- 野元川
- 大川

隣接している自治体
- 宇都宮市
- 真岡市
- 芳賀郡市貝町
- 塩谷郡高根沢町

## 歴史

### 沿革
- 1889年（明治22年）4月1日 - 祖母井村（うばがいむら）、南高根沢村（みなみたかねざわむら）、水橋村（みずはしむら）の3村が成立。
- 1928年（昭和3年）11月1日 - 祖母井村が町制施行、祖母井町（うばがいまち）となる。
- 1954年（昭和29年）3月31日 - 祖母井町・南高根沢村・水橋村が合併し、芳賀町誕生。
- 1963年（昭和38年）4月1日 - 国道123号が制定。
- 1995年（平成7年）6月1日 - 芳賀郡市貝町と境界変更。
- 1997年（平成9年）12月1日 - 芳賀郡市貝町と境界変更。
- 2005年（平成17年）2月1日 - 宇都宮市と境界変更。
- 2010年（平成22年）2月1日 - 塩谷郡高根沢町と境界変更。
- 2015年 (平成27年) 4月頃 防災行政無線がデジタル化
- 2022年（令和4年）11月1日 - 環境省より「脱炭素先行地域」に指定される
- 2023年（令和5年）8月26日 - 町内初の鉄軌道路線である宇都宮芳賀ライトレール線の町内区間2.5 kmが開業[2]。

### 行政区域変遷
- 変遷の年表

| 芳賀町町域の変遷（年表） | 芳賀町町域の変遷（年表） | 芳賀町町域の変遷（年表） |
| 年                       | 月日                     | 芳賀町町域に関連する行政区域変遷 |
| ------------------------ | ------------------------ | --- |
| 1889年（明治22年）       | 4月1日                   | 町村制施行により、以下の町村が発足。 - 祖母井村 ← 祖母井村・稲毛田村・上延生村・下延生村・与能村 - 南高根沢村 ← 芳志戸村・下高根沢村・八ツ木村・給部村・上稲毛田村 - 水橋村 ← 西水沼村・東水沼村・西高橋村・東高橋村・北長島村・打越新田 |
| 1928年（昭和3年）        | 11月1日                  | 祖母井村は町制施行し祖母井町になる。 |
| 1954年（昭和29年）       | 3月31日                  | 祖母井町・南高根沢村・水橋村が合併し芳賀町が発足。 |

- 変遷表

| 芳賀町町域の変遷表 | 芳賀町町域の変遷表 | 芳賀町町域の変遷表  | 芳賀町町域の変遷表 | 芳賀町町域の変遷表  | 芳賀町町域の変遷表     | 芳賀町町域の変遷表 | 芳賀町町域の変遷表 |
| 1868年 以前        | 1868年 以前        | 明治元年 - 明治22年 | 明治22年 4月1日    | 明治22年 - 昭和64年 | 明治22年 - 昭和64年    | 平成元年 - 現在    | 現在               |
| ------------------ | ------------------ | ------------------- | ------------------ | ------------------- | ---------------------- | ------------------ | ------------------ |
|                    | 祖母井村           | 祖母井村            | 祖母井村           | 昭和3年11月1日 町制 | 昭和29年3月31日 芳賀町 | 芳賀町             | 芳賀町             |
|                    | 稲毛田村           |                     | 祖母井村           | 昭和3年11月1日 町制 | 昭和29年3月31日 芳賀町 | 芳賀町             | 芳賀町             |
|                    | 上延生村           |                     | 祖母井村           | 昭和3年11月1日 町制 | 昭和29年3月31日 芳賀町 | 芳賀町             | 芳賀町             |
|                    | 下延生村           |                     | 祖母井村           | 昭和3年11月1日 町制 | 昭和29年3月31日 芳賀町 | 芳賀町             | 芳賀町             |
|                    | 与能村             |                     | 祖母井村           | 昭和3年11月1日 町制 | 昭和29年3月31日 芳賀町 | 芳賀町             | 芳賀町             |
|                    | 芳志戸村           | 芳志戸村            | 南高根沢村         | 南高根沢村          | 昭和29年3月31日 芳賀町 | 芳賀町             | 芳賀町             |
|                    | 下高根沢村         |                     | 南高根沢村         | 南高根沢村          | 昭和29年3月31日 芳賀町 | 芳賀町             | 芳賀町             |
|                    | 八ツ木村           |                     | 南高根沢村         | 南高根沢村          | 昭和29年3月31日 芳賀町 | 芳賀町             | 芳賀町             |
|                    | 上稲毛田村         |                     | 南高根沢村         | 南高根沢村          | 昭和29年3月31日 芳賀町 | 芳賀町             | 芳賀町             |
|                    | 給部村             |                     | 南高根沢村         | 南高根沢村          | 昭和29年3月31日 芳賀町 | 芳賀町             | 芳賀町             |
|                    | 西水沼村           | 西水沼村            | 水橋村             | 水橋村              | 昭和29年3月31日 芳賀町 | 芳賀町             | 芳賀町             |
|                    | 東水沼村           |                     | 水橋村             | 水橋村              | 昭和29年3月31日 芳賀町 | 芳賀町             | 芳賀町             |
|                    | 西高橋村           |                     | 水橋村             | 水橋村              | 昭和29年3月31日 芳賀町 | 芳賀町             | 芳賀町             |
|                    | 東高橋村           |                     | 水橋村             | 水橋村              | 昭和29年3月31日 芳賀町 | 芳賀町             | 芳賀町             |
|                    | 長島村             | 明治12年 北長島村   | 水橋村             | 水橋村              | 昭和29年3月31日 芳賀町 | 芳賀町             | 芳賀町             |
|                    | 打越新田           |                     | 水橋村             | 水橋村              | 昭和29年3月31日 芳賀町 | 芳賀町             | 芳賀町             |

## 人口
| |                                        |  |
| 芳賀町と全国の年齢別人口分布（2005年） | 芳賀町の年齢・男女別人口分布（2005年） |  |
| ■紫色 ― 芳賀町 ■緑色 ― 日本全国 | ■青色 ― 男性 ■赤色 ― 女性              |  |
| 芳賀町（に相当する地域）の人口の推移 \| 1970年（昭和45年） \| 16,169人 \| \| \| 1975年（昭和50年） \| 16,306人 \| \| \| 1980年（昭和55年） \| 16,669人 \| \| \| 1985年（昭和60年） \| 17,161人 \| \| \| 1990年（平成2年） \| 17,610人 \| \| \| 1995年（平成7年） \| 17,424人 \| \| \| 2000年（平成12年） \| 16,988人 \| \| \| 2005年（平成17年） \| 16,367人 \| \| \| 2010年（平成22年） \| 16,030人 \| \| \| 2015年（平成27年） \| 15,189人 \| \| \| 2020年（令和2年） \| 14,961人 \| \| |                                        |  |
| 総務省統計局 国勢調査より |                                        |  |
| 1970年（昭和45年） | 16,169人                               |  |
| 1975年（昭和50年） | 16,306人                               |  |
| 1980年（昭和55年） | 16,669人                               |  |
| 1985年（昭和60年） | 17,161人                               |  |
| 1990年（平成2年） | 17,610人                               |  |
| 1995年（平成7年） | 17,424人                               |  |
| 2000年（平成12年） | 16,988人                               |  |
| 2005年（平成17年） | 16,367人                               |  |
| 2010年（平成22年） | 16,030人                               |  |
| 2015年（平成27年） | 15,189人                               |  |
| 2020年（令和2年） | 14,961人                               |  |

## 行政
- 芳賀町長

| 代 | 氏名       | 就任                      | 退任                      | 備考 |
| -- | ---------- | ------------------------- | ------------------------- | ---- |
| 1  | 赤羽実     | 1954年（昭和29年）5月16日 | 1955年（昭和30年）4月2日  |      |
| 2  | 岩村喜一   | 1955年（昭和30年）5月18日 | 1967年（昭和42年）5月17日 |      |
| 3  | 直井政一郎 | 1967年（昭和42年）5月18日 | 1979年（昭和54年）5月17日 |      |
| 4  | 上野修男   | 1979年（昭和54年）5月18日 | 1991年（平成3年）5月17日  |      |
| 5  | 田野辺充男 | 1991年（平成3年）5月18日  | 1999年（平成11年）5月17日 |      |
| 6  | 森仁       | 1999年（平成11年）5月18日 | 2007年（平成19年）5月17日 |      |
| 7  | 豊田征夫   | 2007年（平成19年）5月18日 | 2015年（平成27年）5月17日 |      |
| 8  | 見目匡     | 2015年（平成27年）5月18日 | 2023年（令和5年）5月17日  |      |
| 9  | 大関一雄   | 2023年（令和5年） 5月18日 | 現職                      |      |

出典:行政に関する資料の歴代町長・副町長・収入役・教育長（芳賀町ホームページ）

### 衆議院
- 任期 ： 2017年（平成29年）10月22日 - 2021年（令和3年）10月21日（「第48回衆議院議員総選挙」参照）

| 選挙区 | 議員名 | 党派名     | 当選回数 | 備考   |
| --- | ------ | ---------- | -------- | ------ |
| 栃木県第4区（小山市、真岡市、下野市（旧石橋町、国分寺町）、栃木市（旧大平町、藤岡町、都賀町、岩舟町域）、芳賀郡、下都賀郡） | 佐藤勉 | 自由民主党 | 8        | 選挙区 |

## 行政機関
- 芳賀地区広域行政事務組合消防本部
  - 芳賀分署

## 地域

### 町名一覧

#### 祖母井地区
- 大字稲毛田（いなげた）
- 大字祖母井（うばがい）
- 大字上延生（かみのぶ）
- 大字下延生（しものぶ）
- 大字与能（よのう）

#### 南高根沢地区
- 大字上稲毛田（かみいなげた）
- 大字給部（きゅうぶ）
- 大字下高根沢（しもたかねざわ）
- 芳賀台（はがだい）
- 大字芳志戸（ほうしと）
- 大字八ッ木（やつぎ）

#### 水橋地区
- 大字打越新田（うちごしんでん）
- 大字北長島（きたながしま）
- 大字西高橋（にしたかはし）
- 大字西水沼（にしみずぬま）
- 大字東高橋（ひがしたかはし）
- 大字東水沼（ひがしみずぬま）

### 教育

#### 中学校
- 芳賀町立芳賀中学校

#### 小学校
- 芳賀町立芳賀東小学校
- 芳賀町立芳賀北小学校
- 芳賀町立芳賀南小学校

#### かつて存在した学校
- 芳賀町立祖母井中学校（1970年に芳賀中学校へ統合）
- 芳賀町立南高根沢中学校（1970年に芳賀中学校へ統合）
- 芳賀町立水橋中学校（1970年に芳賀中学校へ統合）
- 芳賀町立祖母井小学校（1998年に芳賀東小学校へ統合）
- 芳賀町立与能小学校（1998年に芳賀東小学校へ統合）
- 芳賀町立稲毛田小学校（2000年に芳賀東小学校へ統合）
- 芳賀町立下高根沢小学校（2003年に芳賀北小学校へ統合）
- 芳賀町立芳志戸小学校（2003年に芳賀北小学校へ統合）
- 芳賀町立水橋小学校（2006年に芳賀南小学校へ統合）
- 芳賀町立水沼小学校（2006年に芳賀南小学校へ統合）
- 芳賀町立高橋小学校（2006年に芳賀南小学校へ統合）
- 栃木県立芳賀高等学校(2007年に栃木県立益子芳星高等学校へ統合)

## 通信

### 郵便
郵便番号は「321-33xx」が該当する。集配局は町内全域が芳賀郵便局の管轄となる。

#### 郵便局
- 芳賀郵便局（07025）
- 南高根沢簡易郵便局（07745）
- 水橋郵便局（07123）

### 電話番号
町内全域が宇都宮MAの管轄となり、市外局番は「028」。芳賀郡で唯一、真岡MAではなく宇都宮MAの管轄地域となっている。収容局は一部地域（後述）を除き以下のビルが該当し、市内局番は以下の通り。
- 栃木芳賀局：677、687
- 栃木水橋局：678

下記地域は芳賀町外の収容局が管轄となる。
- 道場宿局：667、670
  - 大字下高根沢・大字西水沼・大字東水沼の一部地域が該当。
- 宝積寺局：675、680
  - 大字下高根沢の一部地域が該当。

## 交通

### 鉄道

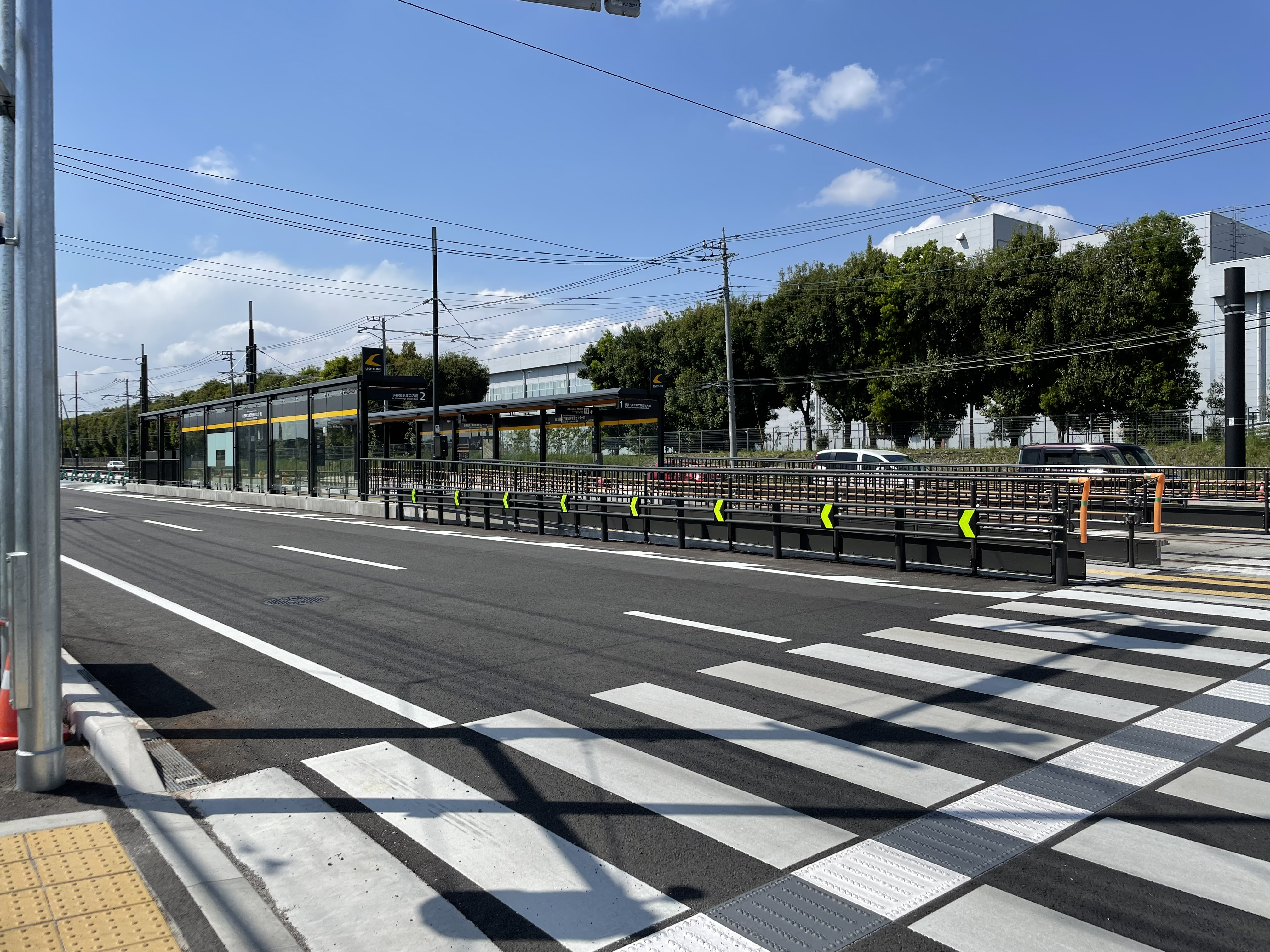
芳賀町工業団地管理センター前停留場

2023年の宇都宮ライトレール開通により、日本で唯一の路面電車のみが通る市町村となった。
宇都宮ライトレール
- 宇都宮芳賀ライトレール線：芳賀台停留場 - 芳賀町工業団地管理センター前停留場 - かしの森公園前停留場 - 芳賀・高根沢工業団地停留場

### 道路
- 一般国道
  - 国道123号
- 主要地方道
  - 栃木県道61号真岡烏山線
  - 栃木県道64号宇都宮向田線
  - 栃木県道69号宇都宮茂木線
- 一般県道
  - 栃木県道154号下高根沢氷室線
  - 栃木県道156号石末真岡線
  - 栃木県道165号上根北長島線
  - 栃木県道255号塙上根線
  - 栃木県道338号芳賀茂木線
- 道の駅
  - 道の駅はが

### 路線バス
芳賀町工業団地管理センター前停留場に交通結節点「芳賀工業団地トランジットセンター」が併設されている。
- ジェイアールバス関東

- 関東自動車（水橋地区を通過）

#### 乗継割引制度（LRT⇔路線バス）
- LRT⇔路線バスの乗継割引を栃木県宇都宮市と栃木県芳賀町の施策により実施している。対象となる交通系ICカードはtotraのみである。totraを使ってLRTと路線バス (関東自動車・ジェイアールバス関東) を乗り継ぐと、2乗車目の公共交通の運賃から大人100円・小児50円が割引される[5][6]。

### デマンド交通
- ふれあいタクシーひばり[7]

### 公共ヘリポート
- 栃木ヘリポート（芳賀台）

## 産業

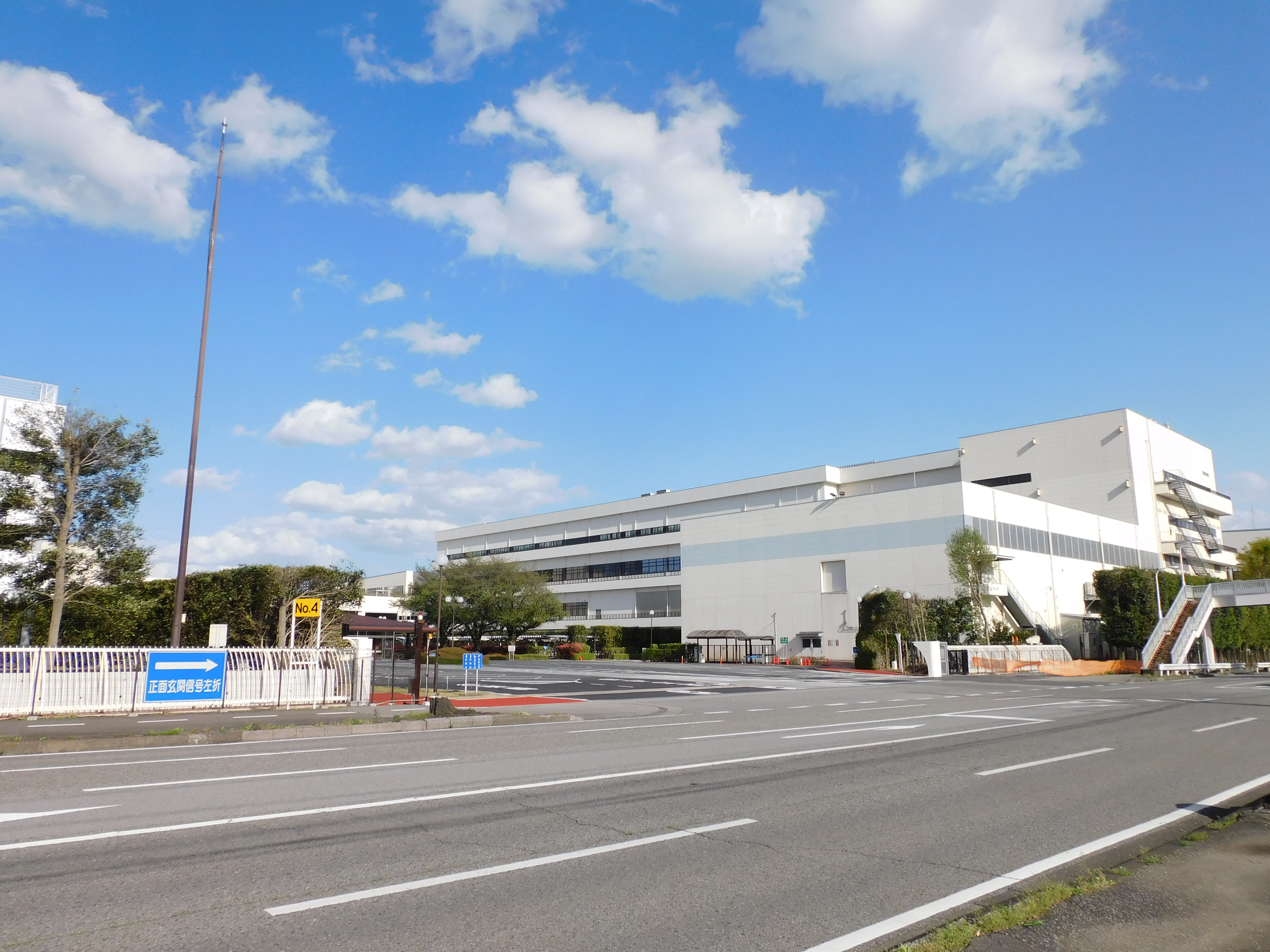
本田技研工業生産企画統括部・パワートレイン生産企画統括部

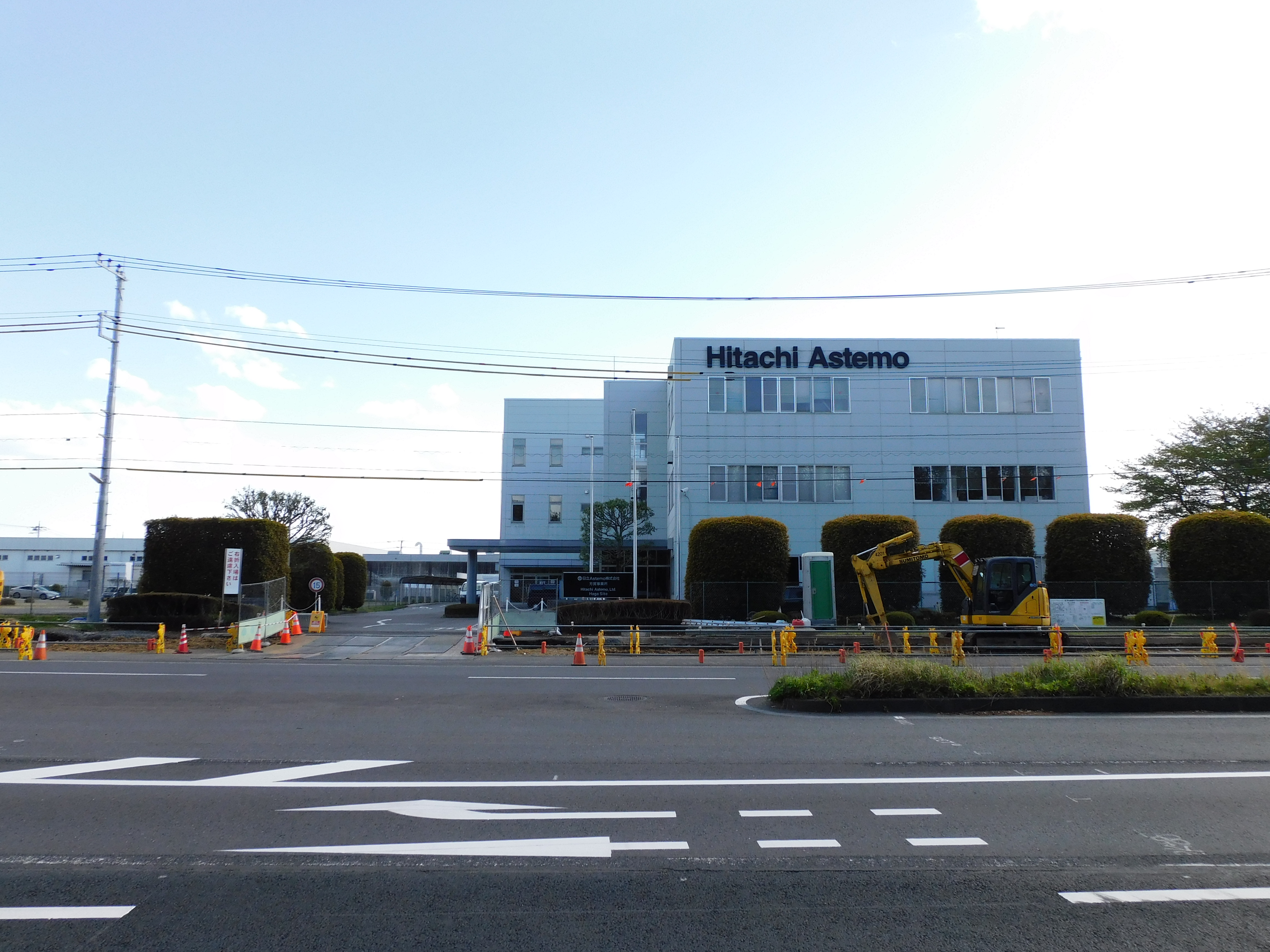
日立Astemo芳賀事業所

2020年（令和2年）国勢調査によると、15歳以上の就業者に占める第一次産業従事者の割合は16.8％、第二次産業は30.0％、第三次産業は53.2％で、昼間人口は夜間人口の225.6％に達する。2021年（令和3年）の経済センサスによると、町内の事業所数は531事業所、従業者数は29,203人、純付加価値額は1723.32億円である。純付加価値額の内訳は、第一次産業が15.05億円（0.87%）、第二次産業が807.12億円（46.84%）、第三次産業が901.15億円（52.29%）となっている。
農業では、米・梨・いちごの栽培が盛んである。商業では、町当局が主導して建設されたショッピングセンター・モテナス芳賀（芳賀町商業集積地）がある。「農業の町に工業の活力を」の合言葉を掲げ、1971年（昭和46年）から工業団地の整備を始め、自動車関連企業、OA情報処理、流通などの企業が立地する。町内には、芳賀工業団地（248 ha）と芳賀・高根沢工業団地（387 ha）がある。
- 本田技術研究所四輪開発センター
- 旧ホンダエンジニアリング（2020年本田技研工業に統合）
- 日立Astemo芳賀事業所（ショックアブソーバーの設計・製造）
- 丸順技術研究所（金型、検査具の設計・製造。ホンダ系）
- エフテック芳賀テクニカルセンター（ホンダ系）
- 柳河精機テクニカルセンター（トランスミッション等の設計・製造）
- オートテクニックジャパン

## 名所・旧跡・観光地
- 芳賀天満宮
- 御嶽稲荷塚古墳（芳志戸）
- 芳賀遊水地（芳志戸）
- 冨士山自然公園（上稲毛田）
- 青木繁・福田たね ロマンの碑（東高橋の五行橋端）※2023年7月11日に盗難確認されている[12]。盗難前の碑はブロンズ製で、ハンガリー出身の彫刻家・和久奈南都留が手掛け、1976年に設置[13]。2025年3月にクラウドファンディングによって新たに陶製の碑を復元した[13]。益子町の陶壁作家・藤原郁三が手掛けた[13]。

## 出身者
- 赤羽有紀子 - 陸上競技選手
- マンモス岡田 - キックボクシング選手
- 柳達也 - ボクシング選手
- 赤穂亮 - プロボクシング選手、横浜光ボクシングジム所属。

## 環境行政の取り組み

### 施策
栃木県内でも早くから循環型社会の構築に取り組んでいる自治体で、資源物回収団体支援事業などを行っている。

### 脱炭素化
LRT沿線地域において、2030年を目処に二酸化炭素の排出量を実質ゼロとするカーボンニュートラル（脱炭素化）を図る。2022年（令和4年）11月1日に環境省より宇都宮市や地域新電力会社の宇都宮ライトパワーなどと共同で「脱炭素先行地域」の選定を受け、国からの支援などを受けながら脱炭素化を進めていく予定である。